# Tunnel de Heggur
Le tunnel de Heggur (norvégien : Heggurtunnelen) est un tunnel routier situé dans la municipalité de Fjord, dans le comté de Møre og Romsdal, en Norvège.
Le tunnel long de 5 277 mètres (3,3 mi) a été construit en 1982 pour relier le village isolé de Tafjord au reste du réseau routier norvégien. Le village est au bout du Tafjorden qui est entouré de montagnes très escarpées, où les routes ne pouvaient pas être construites le long du rivage. Le tunnel a été construit le long du rivage, mais à l'intérieur de la montagne, offrant aux conducteurs un passage sûr vers Tafjord,.